# Amphidasya amethystina
Amphidasya amethystina là một loài thực vật có hoa trong họ Thiến thảo. Loài này được J.L.Clark & C.M.Taylor mô tả khoa học đầu tiên năm 2001.